# Syndsmanthus
Syndsmanthus é um género botânico pertencente à família Ericaceae.